# كايتلين ويفر
كايتلين ويفر (بالإنجليزية: Kaitlyn Weaver)‏ هي راقصة على الجليد أمريكية، ولدت في 12 أبريل 1989 في هيوستن في الولايات المتحدة.

## وصلات خارجية
- كايتلين ويفر على موقع الاتحاد الدولي للتزلج (الإنجليزية)
- كايتلين ويفر على موقع الاتحاد الدولي للتزلج (الإنجليزية)
- كايتلين ويفر على موقع أوليمبيديا (الإنجليزية)